# Championnats du monde d'haltérophilie 2007
Navigation
Édition précédente Édition suivante
Les Championnats du monde d'haltérophilie 2007 ont lieu à Chiang Mai en Thaïlande du 17 septembre 2007 au 26 septembre 2007.

## Médaillés

### Hommes
| Event       | Or                          | Or        | Argent                      | Argent | Bronze                       | Bronze |
| 56 kg       | 56 kg                       | 56 kg     | 56 kg                       | 56 kg  | 56 kg                        | 56 kg  |
| ----------- | --------------------------- | --------- | --------------------------- | ------ | ---------------------------- | ------ |
| Arraché     | Li Zheng Chine              | 130 kg    | Cha Kum-chol Corée du Nord  | 128 kg | Hoàng Anh Tuấn Viêt Nam      | 127 kg |
| Épaulé-Jeté | Sergio Álvarez Cuba         | 156 kg    | Cha Kum-chol Corée du Nord  | 155 kg | Eko Yuli Irawan Indonésie    | 154 kg |
| Total       | Cha Kum-chol Corée du Nord  | 283 kg    | Li Zheng Chine              | 283 kg | Eko Yuli Irawan Indonésie    | 278 kg |
| 62 kg       |                             |           |                             |        |                              |        |
| Arraché     | Yang Fan Chine              | 142 kg    | Im Yong-su Corée du Nord    | 142 kg | Ivaylo Filev Bulgarie        | 138 kg |
| Épaulé-Jeté | Yang Fan Chine              | 173 kg    | Im Yong-su Corée du Nord    | 173 kg | Ivaylo Filev Bulgarie        | 163 kg |
| Total       | Yang Fan Chine              | 315 kg    | Im Yong-su Corée du Nord    | 315 kg | Ivaylo Filev Bulgarie        | 301 kg |
| 69 kg       |                             |           |                             |        |                              |        |
| Arraché     | Shi Zhiyong Chine           | 158 kg    | Zhang Guozheng Chine        | 155 kg | Mete Binay Turquie           | 154 kg |
| Épaulé-Jeté | Zhang Guozheng Chine        | 192 kg    | Vencelas Dabaya France      | 187 kg | Kim Chol-jin Corée du Nord   | 185 kg |
| Total       | Zhang Guozheng Chine        | 347 kg    | Shi Zhiyong Chine           | 338 kg | Demir Demirev Bulgarie       | 334 kg |
| 77 kg       |                             |           |                             |        |                              |        |
| Arraché     | Li Hongli Chine             | 166 kg    | Gevorg Davtyan Arménie      | 164 kg | Oleg Perepetchenov Russie    | 163 kg |
| Épaulé-Jeté | Ivan Stoitsov Bulgarie      | 205 kg    | Kim Kwang-hoon Corée du Sud | 201 kg | Sa Jae-hyouk Corée du Sud    | 200 kg |
| Total       | Ivan Stoitsov Bulgarie      | 363 kg    | Gevorg Davtyan Arménie      | 362 kg | Li Hongli Chine              | 361 kg |
| 85 kg       |                             |           |                             |        |                              |        |
| Arraché     | Andrei Rybakou Biélorussie  | 187 kg RM | Aslanbek Ediev Russie       | 172 kg | Georgi Markov Bulgarie       | 172 kg |
| Épaulé-Jeté | Andrei Rybakou Biélorussie  | 206 kg    | José Oliver Ruíz Colombie   | 205 kg | Jadier Valladares Cuba       | 201 kg |
| Total       | Andrei Rybakou Biélorussie  | 393 kg    | Aslanbek Ediev Russie       | 372 kg | Vadzim Straltsou Biélorussie | 370 kg |
| 94 kg       |                             |           |                             |        |                              |        |
| Arraché     | Roman Konstantinov Russie   | 177 kg    | Eduard Tyukin Kazakhstan    | 176 kg | Eugen Bratan Moldavie        | 175 kg |
| Épaulé-Jeté | Yoandry Hernández Cuba      | 220 kg    | Roman Konstantinov Russie   | 220 kg | Szymon Kołecki Pologne       | 219 kg |
| Total       | Roman Konstantinov Russie   | 397 kg    | Yoandry Hernández Cuba      | 393 kg | Szymon Kołecki Pologne       | 392 kg |
| 105 kg      |                             |           |                             |        |                              |        |
| Arraché     | Andrei Aramnau Biélorussie  | 195 kg    | Bakhyt Akhmetov Kazakhstan  | 190 kg | Martin Tešovič Slovaquie     | 190 kg |
| Épaulé-Jeté | Alan Tsagaev Bulgarie       | 231 kg    | Andrei Aramnau Biélorussie  | 228 kg | Nikolaos Kourtidis Grèce     | 226 kg |
| Total       | Andrei Aramnau Biélorussie  | 423 kg    | Alan Tsagaev Bulgarie       | 411 kg | Dmitry Klokov Russie         | 411 kg |
| +105 kg     |                             |           |                             |        |                              |        |
| Arraché     | Viktors Ščerbatihs Lettonie | 202 kg    | Evgeny Chigishev Russie     | 201 kg | Velichko Cholakov Bulgarie   | 201 kg |
| Épaulé-Jeté | Evgeny Chigishev Russie     | 240 kg    | Jaber Saeed Salem Qatar     | 240 kg | Viktors Ščerbatihs Lettonie  | 240 kg |
| Total       | Viktors Ščerbatihs Lettonie | 442 kg    | Evgeny Chigishev Russie     | 441 kg | Jaber Saeed Salem Qatar      | 435 kg |

### Femmes
| Event                        | Or                         | Or        | Argent                         | Argent    | Bronze                        | Bronze |
| 48 kg                        | 48 kg                      | 48 kg     | 48 kg                          | 48 kg     | 48 kg                         | 48 kg  |
| ---------------------------- | -------------------------- | --------- | ------------------------------ | --------- | ----------------------------- | ------ |
| Arraché                      | Chen Xiexia Chine          | 96 kg     | Pramsiri Bunphithak Thaïlande  | 86 kg     | Nurcan Taylan Turquie         | 85 kg  |
| Épaulé-Jeté                  | Chen Xiexia Chine          | 118 kg    | Pensiri Laosirikul Thaïlande   | 112 kg    | Pramsiri Bunphithak Thaïlande | 110 kg |
| Total                        | Chen Xiexia Chine          | 214 kg    | Pramsiri Bunphithak Thaïlande  | 196 kg    | Pensiri Laosirikul Thaïlande  | 195 kg |
| 53 kg                        |                            |           |                                |           |                               |        |
| Arraché                      | Yoon Jin-hee Corée du Sud  | 94 kg     | Nastassia Novikava Biélorussie | 94 kg     | Li Ping Chine                 | 93 kg  |
| Épaulé-Jeté                  | Li Ping Chine              | 126 kg    | Nastassia Novikava Biélorussie | 119 kg    | Yoon Jin-hee Corée du Sud     | 117 kg |
| Total                        | Li Ping Chine              | 219 kg    | Nastassia Novikava Biélorussie | 213 kg    | Yoon Jin-hee Corée du Sud     | 207 kg |
| 58 kg                        |                            |           |                                |           |                               |        |
| Arraché                      | Marina Shainova Russie     | 105 kg    | Qiu Hongmei Chine              | 103 kg    | O Jong-Ae Corée du Nord       | 100 kg |
| Épaulé-Jeté                  | Qiu Hongmei Chine          | 135 kg    | Marina Shainova Russie         | 132 kg    | O Jong-ae Corée du Nord       | 127 kg |
| Total                        | Qiu Hongmei Chine          | 238 kg    | Marina Shainova Russie         | 237 kg    | O Jong-ae Corée du Nord       | 227 kg |
| 63 kg                        |                            |           |                                |           |                               |        |
| Arraché                      | Liu Haixia Chine           | 115 kg    | Svetlana Tsarukayeva Russie    | 115 kg    | Pak Hyon-suk Corée du Nord    | 105 kg |
| Épaulé-Jeté                  | Liu Haixia Chine           | 142 kg    | Pak Hyon-suk Corée du Nord     | 135 kg    | Svetlana Tsarukayeva Russie   | 135 kg |
| Total                        | Liu Haixia Chine           | 257 kg RM | Svetlana Tsarukayeva Russie    | 250 kg    | Pak Hyon-suk Corée du Nord    | 240 kg |
| 69 kg                        |                            |           |                                |           |                               |        |
| Arraché                      | Liu Chunhong Chine         | 121 kg    | Oksana Slivenko Russie         | 120 kg    | Natalya Davydova Ukraine      | 114 kg |
| Épaulé-Jeté                  | Oksana Slivenko Russie     | 156 kg    | Liu Chunhong Chine             | 150 kg    | Hong Yong-ok Corée du Nord    | 133 kg |
| Total                        | Oksana Slivenko Russie     | 276 kg WR | Liu Chunhong Chine             | 271 kg    | Natalya Davydova Ukraine      | 244 kg |
| 75 kg                        |                            |           |                                |           |                               |        |
| Arraché                      | Natalia Zabolotnaya Russie | 131 kg RM | Cao Lei Chine                  | 128 kg    | Nadezhda Yevstyukhina Russie  | 128 kg |
| Épaulé-Jeté                  | Cao Lei Chine              | 158 kg    | Nadezhda Yevstyukhina Russie   | 150 kg    | Natalia Zabolotnaya Russie    | 150 kg |
| Total                        | Cao Lei Chine              | 286 kg    | Natalia Zabolotnaya Russie     | 281 kg    | Nadezhda Yevstyukhina Russie  | 278 kg |
| +75 kg (résultats détaillés) |                            |           |                                |           |                               |        |
| Arraché                      | Mu Shuangshuang Chine      | 139 kg    | Jang Mi-ran Corée du Sud       | 138 kg    | Olha Korobka Ukraine          | 126 kg |
| Épaulé-Jeté                  | Jang Mi-ran Corée du Sud   | 181 kg    | Mu Shuangshuang Chine          | 180 kg    | Olha Korobka Ukraine          | 155 kg |
| Total                        | Jang Mi-ran Corée du Sud   | 319 kg    | Mu Shuangshuang Chine          | 319 kg RM | Olha Korobka Ukraine          | 281 kg |

## Tableau des médailles
| Rang  | Nation        | Or | Argent | Bronze | Total |
| ----- | ------------- | -- | ------ | ------ | ----- |
| 1     | Chine         | 7  | 4      | 1      | 12    |
| 2     | Russie        | 2  | 5      | 2      | 9     |
| 3     | BLR           | 2  | 1      | 1      | 4     |
| 4     | Bulgarie      | 1  | 1      | 2      | 4     |
| 4     | Corée du Nord | 1  | 1      | 2      | 4     |
| 6     | Corée du Sud  | 1  | 0      | 1      | 2     |
| 7     | Lettonie      | 1  | 0      | 0      | 1     |
| 8     | Thaïlande     | 0  | 1      | 1      | 2     |
| 9     | Arménie       | 0  | 1      | 0      | 1     |
| 9     | Cuba          | 0  | 1      | 0      | 1     |
| 11    | Ukraine       | 0  | 0      | 2      | 2     |
| 12    | Indonésie     | 0  | 0      | 1      | 1     |
| 12    | Pologne       | 0  | 0      | 1      | 1     |
| 12    | Qatar         | 0  | 0      | 1      | 1     |
| Total | Total         | 15 | 15     | 15     | 45    |

| Rang  | Nation        | Or | Argent | Bronze | Total |
| ----- | ------------- | -- | ------ | ------ | ----- |
| 1     | Chine         | 22 | 9      | 2      | 33    |
| 2     | Russie        | 7  | 12     | 6      | 25    |
| 3     | BLR           | 5  | 4      | 1      | 10    |
| 4     | Corée du Sud  | 3  | 2      | 3      | 8     |
| 5     | Bulgarie      | 3  | 1      | 6      | 10    |
| 6     | Cuba          | 2  | 1      | 1      | 4     |
| 7     | Lettonie      | 2  | 0      | 1      | 3     |
| 8     | Corée du Nord | 1  | 6      | 7      | 14    |
| 9     | Thaïlande     | 0  | 3      | 2      | 5     |
| 10    | Arménie       | 0  | 2      | 0      | 2     |
| 10    | Kazakhstan    | 0  | 2      | 0      | 2     |
| 12    | Qatar         | 0  | 1      | 1      | 2     |
| 13    | Colombie      | 0  | 1      | 0      | 1     |
| 13    | France        | 0  | 1      | 0      | 1     |
| 15    | Ukraine       | 0  | 0      | 5      | 5     |
| 16    | Indonésie     | 0  | 0      | 2      | 2     |
| 16    | Pologne       | 0  | 0      | 2      | 2     |
| 16    | Turquie       | 0  | 0      | 2      | 2     |
| 19    | Grèce         | 0  | 0      | 1      | 1     |
| 19    | Moldavie      | 0  | 0      | 1      | 1     |
| 19    | Slovaquie     | 0  | 0      | 1      | 1     |
| 19    | Viêt Nam      | 0  | 0      | 1      | 1     |
| Total | Total         | 45 | 45     | 45     | 135   |

## Classement des nations
| Rang | Pays     | Points |
| ---- | -------- | ------ |
| 1    | Chine    | 523    |
| 2    | Bulgarie | 520    |
| 3    | Russie   | 501    |
| 4    | BLR      | 484    |
| 5    | Cuba     | 384    |
| 6    | Pologne  | 332    |

| Rang | Pays          | Points |
| ---- | ------------- | ------ |
| 1    | Chine         | 565    |
| 2    | Russie        | 450    |
| 3    | Thaïlande     | 390    |
| 4    | Corée du Nord | 371    |
| 5    | Corée du Sud  | 360    |
| 6    | Ukraine       | 308    |